# فرانکو کورلی
فرانکو کورلی (ایتالیایی: Franco Corelli؛ ‏ ۸ آوریل ۱۹۲۱ – ۲۹ اکتبر ۲۰۰۳) خواننده تنور اپرا اهل ایتالیا بود.
از فیلم‌هایی که وی در آن نقش داشته‌است، می‌توان به توسکا اشاره کرد.